# John Milton
John Milton, angleški pesnik, * 9. december 1608, London, † 8. november 1674, London.

## Življenje
John Milton je 1629 diplomiral na Cambridgeu in nato vpisal še magisterij. V tem času je začel ustvarjati prva dela. Leta 1642 se je poročil z Mary Powell, a ga je žena čez mesec dni zapustila in odšla k staršem. Vrnila se je šele čez tri leta, medtem pa je Milton objavi nekaj ločitvenih pamfletov (mdr. »Doctrine and Discipline of Divorce«). Po izbruhu revolucije je stopil na puritansko stran in je bil od 1649 v službi Cromwellove republike. Leta 1652 se mu je tako poslabšal vid, da je dokončno oslepel; istega leta je med porodom umrla žena Marx. Ponovno se je poročil s Katherine Woodcock, a tudi ona je umrla kmalu po porodu. Najverjetneje v tem času je Milton začel pisati svoje osrednje delo – Izgubljeni raj. Leta 1663 je še tretjič poročil.

## Delo
V zgodnjih letih je pisal elegije in pesnitve o naravi (Lycidas, L'Allegro, Il Penseroso), za časa puritanske  revolucije predvsem politične, ideološke in verske spise. V zadnjem obdobju je objavil ep Izgubljeni raj, Znova pridobljeni raj (Paradise regained) in dramo Samson Agonistes.
Pisal pa je tudi poezijo (mdr. angleške sonete). Veliko čas je namenil pisanju razprav, traktatov in pamfletov, teme pa so bile zelo raznolike: cerkvena vladavina (zagovarjal je odpravo škofovskega sistema), vzgoja, svoboda tiska in govora, pravica do ločitve, politika, ... Njegova dela so zaznamovala razvoj evropske in angleške književnosti (pa tudi likovne in glasbene umetnosti), še posebej pa angleško romantiko.